# Thoiré-sur-Dinan
Thoiré-sur-Dinan – miejscowość i gmina we Francji, w regionie Kraj Loary, w departamencie Sarthe.
Według danych na rok 1990 gminę zamieszkiwało 335 osób, a gęstość zaludnienia wynosiła 19 osób/km² (wśród 1504 gmin Kraju Loary Thoiré-sur-Dinan plasuje się na 959. miejscu pod względem liczby ludności, natomiast pod względem powierzchni na miejscu 662.).